# Миллер, Ишмаэль
Ишмаэль Миллер (англ. Ishmael Anthony Miller; 5 марта 1987, Манчестер) — английский футболист, нападающий.

## Клубная карьера

### «Манчестер Сити»
Ишмаэль начал заниматься футболом в молодёжной Академии «Манчестер Сити», с которым летом 2005 года подписал первый профессиональный контракт.
18 марта 2006 года он дебютировал за свой родной клуб во встрече против «Уиган Атлетик» (0:1), появившись на замену на 61-й минуте вместо Георгиоса Самараса. Это был единственный выход Миллера на поле в том сезоне, ставшего параллельно лучшим бомбардиром резервистов «Сити».
Пройдя летнюю предсезонную подготовку с первой командой «горожан», сезон 2006/07 Миллер начал в качестве игрока основной обоймы клуба, регулярно выходя на замену. 23 сентября 2006 года Ишмаэль впервые вышел в стартовом составе «Сити» в матче против «Вест Хэма» (2:0), отметившись голевой передачей. Всего по итогам сезона Миллер принял участие в 19 встречах, часто действуя при этом на позиции атакующего полузащитника.

### «Вест Бромвич Альбион»
В июле 2007 года стало известно, что в услугах Миллера заинтересован представитель Чемпионшипа «Престон Норт Энд», однако переговоры между клубами результата не дали. В августе главный тренер «Вест Бромвича» Тони Моубрей также выразил желание подписать Ишмаэля на правах долгосрочной аренды и 15 августа «дрозды» завершили арендную сделку, включавшую в себя опцию последующего выкупа прав на футболиста.
18 августа 2007 года Миллер дебютировал за «Вест Бромвич» в матче Чемпионшипа против «Престона», в котором, выйдя на замену на 71-й минуте, уже спустя минуту забил свой первый гол за команду, установив итоговый счёт 2:0. 15 сентября форвард впервые появился на поле в стартовом составе «Вест Брома» во встрече с «Ипсвич Таун» и на 23-й минуте положил начало разгрому «трактористов» (4:0). В том же месяце Ишмаэль также записал на свой счет дубль в матче Кубка Лиги против «Кардифф Сити» (2:4). В октябре Миллер в 5 встречах забил 3 гола, поочередно огорчая вратарей «Колчестера», «Блэкпула» и «Норвич Сити», и был номинирован на ежемесячную награду Лучшего игрока Лиги, но уступил защитнику «Сток Сити» Райану Шоукроссу.
Несмотря на то, что в октябре 2007 года главный тренер «Манчестер Сити» Свен-Йоран Эрикссон заявлял, что Миллер является частью его долгосрочных планов, в январе 2008 года за £900 тыс. «Вест Бромвич» выкупил права на Ишмаэля, подписав с ним полноценный контракт на 3,5 года. Вторая половина сезона оказалась менее результативной для Миллера — в чемпионате он забил лишь три гола, но при этом 9 марта 2008 года в гостевом матче Кубка Англии против «Бристоль Роверс» (5:1) Миллер отметился первым хет-триком и помог «дроздам» выйти в полуфинал турнира. По итогам футбольного года «Вест Бромвич» добился победы в Чемпионшипе и следующий сезон 2008/09 команда начала в Премьер-Лиге.
28 октября 2008 года Ишмаэль открыл счёт своим голам в Премьер-Лиге, поразив ворота «Ньюкасл Юнайтед» (1:2). В следующем матче против «Блэкберн Роверс» (2:2) Миллер забил свой второй мяч в сезоне, который впоследствии был признан лучшим голом «Вест Бромвича» в 2008 году. 7 декабря 2008 года в столкновении с голкипером «Портсмута» Дэвидом Джеймсом Ишмаэль получил разрыв крестообразных связок колена и выбыл из строя на 12 месяцев.
Возвращение Миллера на поле состоялось 8 января 2010 года − в матче против «Ноттингем Форест» (1:3) форвард вышел на замену на 77-й минуте встречи. Свой первый гол после травмы Ишмаэль забил 13 марта в игре с «Блэкпулом» (3:2), а спустя три дня поразил ворота «Суонси Сити» (2:0). «Вест Бромвич» же по итогам сезона добился возвращения в Премьер-Лигу.
Проиграв конкуренцию новым приобретениям «дроздов» — Питеру Одемвингие и Фортюне, в первой половине сезона 2010/11 Миллер принял участие лишь в 7 матчах. 21 января 2011 года нападающий на правах трехмесячной аренды присоединился к лидеру Чемпионшипа «Куинз Парк Рейнджерс». 23 января Миллер дебютировал за лондонский клуб в матче с «Ковентри Сити» (2:1), появившись на замену на 55-й минуте. Свой единственный мяч за «КПР» он забил 5 марта во встрече против «Лестер Сити» — выйдя на поле на 86-й минуте, на 88-й форвард поразил ворота «лис», принеся своей команде победу 1:0.

### «Ноттингем Форест»
13 августа 2011 года Миллер стал футболистом «Ноттингем Форест», подписав с клубом Чемпионшипа 3-летний контракт; сумма сделки составила £1,2 млн.
16 августа нападающий дебютировал в составе «Ноттингема» в игре против «Донкастер Роверс» (1:0), появившись на замену на 75-й минуте. 23 августа 2011 года Миллер забил первый мяч за «лесников» во встрече Кубка Лиги против «Уиком Уондерерс» (4:1). 24 сентября Ишмаэль впервые отличился за «Форест» в чемпионате, принеся своей команде минимальную победу в противостоянии с «Уотфордом» (1:0). В двух последующих встречах против «Бернли» (1:5) и «Бирмингем Сити» (1:3) нападающий также отметился голами. После отставки в октябре с поста главного тренера Стива Макларена и прихода в клуб Стива Коттерилла, Миллер потерял место в основном составе «Ноттингема», довольствуясь выходами на замену.

### «Мидлсбро»
Летом 2012 года стало известно, что главный тренер «Мидлсбро» Тони Моубрей заинтересован в подписании своего бывшего подопечного по «Вест Бромвичу» и 24 августа Миллер на правах сезонной аренды (с возможностью выкупа прав) присоединился к «Боро».
25 августа Ишмаэль дебютировал за «Мидлсбро», выйдя в стартовом составе в матче против «Кристал Пэлас» (2:1) и отметился голевой передачей на Себа Хайнса. 23 октября 2012 года Миллер провёл свой первый мяч в составе «речников», поразив ворота «Халл Сити» (2:0). 8 декабря Ишмаэль стал главным героем встречи против «Питерборо Юнайтед» — появившись на замену на 73-й минуте при счетё 2:2, уже на 76-й он провёл победный мяч. 5 января 2013 года Миллер открыл счет своим голам в новом году, поразив в матче Кубка Англии ворота «Гастингс Юнайтед», причем ранее он не сумел реализовать пенальти, которое сам же и заработал.

## Достижения
- Победитель Футбольной лиги Англии: 2 — 2007/08, 2010/11